# Labergement-lès-Seurre
Labergement-lès-Seurre – miejscowość i gmina we Francji, w regionie Burgundia-Franche-Comté, w departamencie Côte-d’Or.
Według danych na rok 1990 gminę zamieszkiwało 785 osób, a gęstość zaludnienia wynosiła 27 osób/km² (wśród 2044 gmin Burgundii Labergement-lès-Seurre plasuje się na 301. miejscu pod względem liczby ludności, natomiast pod względem powierzchni na miejscu 193.).